# Jean Michel Caubo
Jean Michel Caubo (eigentlich Johannes Michael Caubo) (* 28. April 1891 in Maastricht; † 13. Februar 1945 in Dautmergen) war ein niederländischer Widerstandskämpfer während des Zweiten Weltkriegs.

## Jugend und Arbeit
Caubo wurde als Sohn des Gemeindepolizisten Harrie Caubo geboren und wuchs in Schin op Geul, einem Dorf in der damaligen Gemeinde Valkenburg-Houthem auf. Er trat eine Stelle bei der niederländischen Eisenbahn an und wurde schließlich „Chef Restaurateur“ im internationalen Zug Amsterdam-Paris von Wagons Lits, als der Krieg ausbrach. Zu dieser Zeit lebte er wegen seiner Arbeit schon seit 20 Jahren in Paris und benutzte daher die französischen Vornamen Jean Michel.

## Widerstand

### Beginn
Er war vom Anfang des Krieges in den Widerstand verwickelt. Er begann schon vorher damit, informell Menschen im Zug zu helfen, die aus Deutschland geflohen waren. Später schloss er sich dem Netzwerk Dutch-Paris an, das Fluchtrouten organisierte, um Menschen aus den besetzten Gebieten an sicherere Orte wie die Schweiz und Spanien zu bringen. Die Gruppe wurde von einem Niederländer mit einem Textilgeschäft in Lyon, Johan Hendrik Weidner, angeführt. Dazu gehörten die Niederländer Salomon Chait, Herman Laatsman, Larremans, Lejeune, Benno Nijkerk, Jacques Rens, Aan de Stegge, Veerman und Wisbrun. Die Gruppe konnte rund 1080 Menschen retten, darunter 800 niederländische Juden und mehr als 112 abgestürzte alliierte Piloten. Caubo hatte die Aufgabe, diese Menschen über die Zugverbindung Amsterdam-Paris nach Frankreich zu begleiten.

### In Paris
Als durch den Krieg bedingt die Nachtzüge nicht mehr fuhren, wurde Caubo Amtsleiter am Pariser Bahnhof Gare du Nord. Er hatte sein eigenes Büro und war für die Fahrpläne und Abfahrtszeiten verantwortlich. Der Bahnhof war und ist ein Endbahnhof. Wer von hier aus weiter in den Süden reisen wollte, musste daher durch die Stadt zu einem anderen Bahnhof. Sein Büro wurde zu einer Anlaufstelle für Flüchtlinge, von dem aus er ihnen half, an den Kontrollen vorbei zu gelangen. Seine Frau Marie Schenk aus Luxemburg war ebenso wie ihre beiden Söhne an der Widerstandsarbeit beteiligt. Die Söhne lotsten die Flüchtlinge weiter.

### Festnahme
Als Folge der Verhaftung einer Mitarbeiterin der Widerstandsgruppe im Februar 1944 wurden Caubo und seine Familie ebenfalls verhaftet. Zu Hause wurde die ganze Familie von einer speziellen französischen Polizeieinheit empfangen und in deren Kaserne verhört. Seine Frau Marie konnte wichtige Dokumente unauffällig vernichten. Nach drei Tagen durften sie und die Kinder nach Hause zurückkehren. Caubo wurde in das Durchgangslager Fresnes und von dort nach Compiègne gebracht, wo er von den Deutschen schwer verhört wurde. Während seines Aufenthalts wurde Paris schwer bombardiert. Dadurch erlitt seine Frau einen Herzinfarkt, dem sie am 21. April 1944 erlag. Einer seiner damals sechzehnjährigen Söhne ging nach Compiègne, wo er fünf Minuten lang mit seinem Vater sprechen durfte, um ihm den Verlust seiner Frau zu berichten. Caubo, der von zwei SS-Männern mit Maschinenpistolen flankiert wurde, hörte seinem Sohn zu und sagte: „Habt weiterhin Vertrauen. Nach dem Krieg werden wir alles lösen.“ Danach wurde er weggebracht und das war das Letzte, was seine Familie von ihm hörte.

## Gefangenschaft und Tod
Über die Konzentrationslager Natzweiler-Struthof, Dachau, Ottobrunn und Neuengamme landete Caubo schließlich im Konzentrationslager Dautmergen. Dies war ein sogenanntes Außenkommando von Natzweiler. Hier überlebte Caubo fast ein weiteres Jahr unter erniedrigenden und grausamen Bedingungen. Am 13. Februar 1945 erlag er dort schließlich der Kombination aus Körperverletzung, Unterernährung und Zwangsarbeit.

## Familie
Caubo war mit der Luxemburgerin Marie Schenk (1895–1944) verheiratet. Sie hatten drei Kinder zusammen, zwei Söhne (Zwillinge geboren 1927) und eine Tochter (geboren 1934).
Der Sohn Josy kam am 21. Juli 1951, einen Tag vor seiner geplanten Eheschließung, bei einem Flugzeugunfall in der Umgebung von Le Vésinet bei Paris ums Leben. Henri emigrierte 1957 in die USA, wo er am 12. Oktober 2008 81-jährig verstarb. Die Tochter heiratete in Belgien, wo sie von Verwandten aufgenommen worden war.

## Posthume Auszeichnungen
Nach dem Krieg wurden Caubo für seine Widerstandsarbeit in Frankreich, Großbritannien, Amerika und den Niederlanden posthum ausgezeichnet:
- 5. März 1945: Französisch-britisches Verdienstkreuz[2]
- 6. September 1946: Ritter des Lothringerkreuzes[3]
- Dankbarkeits- und Anerkennungsurkunde des Präsidenten der Vereinigten Staaten Unterzeichnet von General Dwight D. Eisenhower[4]
- 1946: US Freiheitsmedaille, Medal of Freedom
- 30. März 1947: Brief der Königin Wilhelmina an die Kinder von J.M. Caubo[5]
- 8. Juni 1953: Das Verzetsherdenkingskruis (Gedenkkreuz des niederländischen Widerstands).
- Auf dem einzigen niederländischen Militärfriedhof in Orry-la-Ville an der RD 1017 auf halber Strecke zwischen La Chapelle-en-Serval und Pontarmé, befindet sich eine Gedenktafel, auf dem Caubo erwähnt wird.

Seine Familie versuchte dreimal, ihn für Yad Vashem zu nominieren, aber dem wurde nicht entsprochen. Es sei nicht erwiesen, dass ihm bewusst war, dass er Juden rettete.